# Julià Portet
Julià Portet (Barcelona, ? - 27 de juny de 1809) fou un artesà estorer executat a Barcelona després de la Conspiració de l'Ascensió durant l'ocupació napoleònica.
Entre el 12 i el 14 de maig de 1809 tingué lloc a Barcelona un pla per rebel·lar-se contra els governadors francesos de la ciutat, conegut com a Conspiració de l'Ascensió, que fracassà per la traïció d'uns col·laboradors italians. Foren detingudes 18 persones, de les quals cinc van ser condemnades a mort, Joaquim Pou, Joan Gallifa, Josep Navarro, Salvador Aulet i Joan Massana, fent-se les execucions el 3 de juny de 1809.
El mateix dia de les execucions, tres ciutadans - Ramon Mas, Julià Portet i Pere Lastortras - van començar a tocar a sometent la campana Tomasa de la Catedral de Barcelona. Les tropes franceses entraren a la seu a prendre'ls, però durant tres dies els campaners rebels es van poder amagar rere les manxes de l'orgue. Segons s'indica, al final van sortir amb la promesa que serien perdonats, encara que van ser presos i condemnats també a mort, executats finalment el 27 de juny de 1809, essent enterrats en el fossar de Sant Felip Neri.
L'any 1927 li fou dedicat un carrer al Barri Gòtic de Barcelona.
També en record dels fets, el 1941 es va inaugurar el Monument als Herois de 1809, a la plaça Garriga i Bachs, a tocar de la Catedral. El grup escultòric només presenta els cinc executats el 3 de juny de 1809, però la placa també recorda els tres que van ser morts el 27 de juny següent per haver tocat a sometent.